# Fort Érié (Ontario)
Pour les articles homonymes, voir Fort Érié.
Fort-Érié (anglais : Fort Erie) est une ville canadienne, située dans l'Est de la province de l'Ontario. Elle est située sur la rivière Niagara à l'extrémité aval du lac Érié et fait face à la ville américaine de Buffalo à laquelle elle est reliée par le Peace Bridge (pont de la Paix).

## Géographie
Fort Érié est une ville frontière avec les États-Unis au sud à l'est par le lac Érié et le Niagara, au nord se trouve Niagara Falls et à l'ouest Port Colborne.

## Histoire
Les fondations de la ville datent de la construction du fort Érié en 1764. Ce fort sert de dépôt d'approvisionnement aux troupes britanniques lors de la Révolution américaine avant d'être détruit en 1814. Il est reconstruit en 1939 pour devenir une attraction touristique.
Jusqu'aux années 1950, la ville était le terminus de la Queen Elizabeth Way, autoroute qui relie la ville de Buffalo à celle de Toronto.

## Démographie
| 2001   | 2006   | 2011   | 2016   |
| ------ | ------ | ------ | ------ |
| 28 143 | 29 925 | 29 960 | 30 710 |

## Lieux et monuments

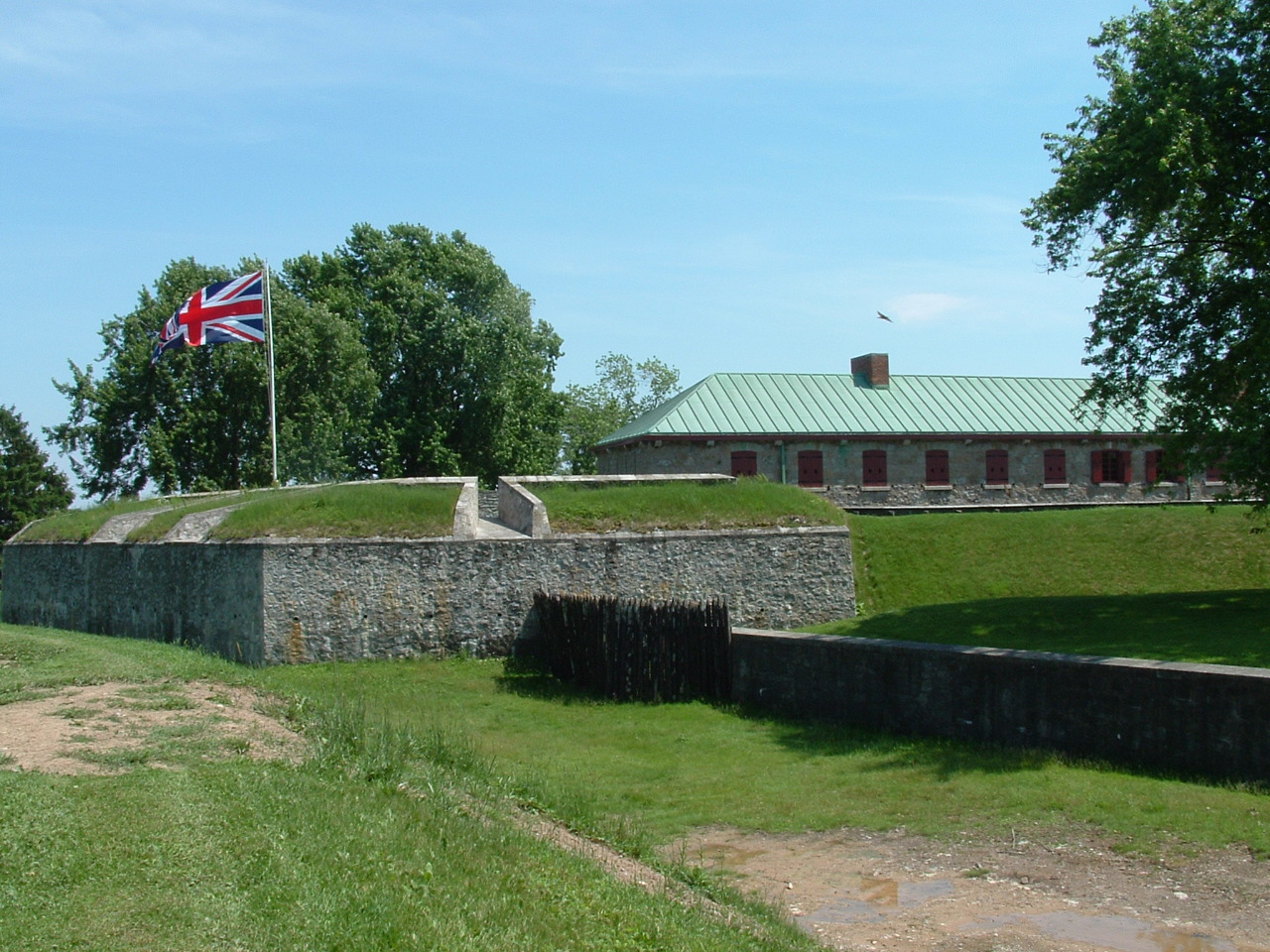
Le fort Érié

- Le fort Érié, reconstruit en 1937 sur les plans du fort de 1803.
- Le musée de la bataille de 1812-1814
- Ridgeway, maisons de style victorien